# 29 lipca
29 lipca jest 210. (w latach przestępnych 211.) dniem w kalendarzu gregoriańskim. Do końca roku pozostaje 155 dni.

## Święta
- Imieniny obchodzą: Antonin, Beatrycze, Cirzpibog, Cirzpisława, Eugeniusz, Faustyn, Feliks, Flora, Konstantyn, Lucyla, Lucyliusz, Maria, Marta, Olaf, Prosper, Prospera, Rufin, Serapia, Symplicjusz, Symplicy, Teodor i Wilhelm.
- Peru – 2. dzień Święta Niepodległości
- Wyspy Owcze – święto narodowe Ólavsøka
- Wspomnienia i święta w Kościele katolickim[1][2] obchodzą:
  - św. Feliks II (antypapież)
  - św. Kalinik z Gangry (męczennik)
  - święci Marta, Maria i Łazarz[3]
  - św. Olaf (król Norwegii)
  - św. Prosper (V wiek, biskup Orleanu)
  - św. Serapia (męczennica)
  - bł. Urban II (papież)

## Wydarzenia w Polsce
- 1210 – Na zjeździe książąt dzielnicowych w Borzykowej został nadany Kościołowi tzw. przywilej borzykowski.
- 1423 – W Przedborzu nad Pilicą król Władysław II Jagiełło nadał prawa miejskie Łodzi, w tym prawo odbywania targów w środy i dwóch jarmarków rocznie.
- 1518 – IV wojna litewsko-moskiewska: zwycięstwo wojsk polsko-litewskich w bitwie pod Połockiem.
- 1519:
  - Biskup poznański Jan Lubrański uzyskał przywilej królewski od Zygmunta Starego powołanie w mieście akademii kształcącej na poziomie szkoły wyższej.
  - Spłonął doszczętnie klasztor franciszkanów na Ostrogu w Raciborzu.
- 1553 – Król Zygmunt II August ożenił się z Katarzyną Habsburżanką.
- 1571 – Atak floty duńskiej na Puck.
- 1683 – Król Jan III Sobieski wyruszył na czele armii z Krakowa pod oblegany przez Turków Wiedeń.
- 1794 – Insurekcja kościuszkowska: zwycięstwo powstańców w bitwie pod Sałatami.
- 1845 – Kilka osób zostało rannych w dwudniowych rozruchach na tle religijnym w Poznaniu.
- 1920 – Wojna polsko-bolszewicka: utworzono Wojskowe Gubernatorstwo Warszawy.
- 1921:
  - Premiera filmu Janko Zwycięzca w reżyserii Gustawa Cybulskiego.
  - W Prószkowie koło Opola zanotowano najwyższą temperaturę w historii na terenie obecnej Polski (+40,2 °C).
- 1938:
  - Otwarto Obserwatorium Astronomiczno-Meteorologiczne na szczycie Pop Iwan w Beskidach Wschodnich (obecnie Ukraina).
  - Założono Związek Kynologiczny w Polsce.
- 1939 – Transatlantyk „Chrobry” wypłynął z Gdyni w dziewiczy rejs do Ameryki Południowej. Wśród pasażerów był Witold Gombrowicz, który na zawsze opuszczał Polskę.
- 1941 – Podczas apelu w obozie koncentracyjnym Auschwitz o. Maksymilian Maria Kolbe dobrowolnie wybrał śmierć głodową w zamian za Franciszka Gajowniczka, który był w grupie 10 więźniów skazanych na śmierć za ucieczkę jednego z więźniów.
- 1943 – Oddział sztabowy Gwardii Ludowej pod dowództwem Jana Choiny ps. „Doktor” zaatakował między Zwierzyńcem a Biłgorajem pociąg wojskowy z niemiecką jednostką pacyfikacyjną, wykolejając lokomotywę i staczając półgodzinną walkę, w wyniku której zabito kilkunastu Niemców, zdobyto broń i amunicję.
- 1944:
  - W bitwie w Pogorzeli koło Mińska Mazowieckiego zginął dowódca kompanii pancernej Heinz Göring, bratanek Hermanna.
  - Związek Patriotów Polskich wystosował apel przez radio moskiewskie do ludności Warszawy o rozpoczęcie powstania przeciwko Niemcom. Komunikaty będące powtórzeniem tej audycji nadawała także czterokrotnie 30 lipca w godzinach: 15:00, 20.55, 21:55, i 23:00 moskiewska Radiostacja im. Tadeusza Kościuszki.
- 1951 – Prymas Stefan Wyszyński poświęcił odbudowaną po wojnie archikatedrę św. Jana Chrzciciela we Wrocławiu.
- 1969 – Założono Wyższą Szkołę Nauczycielską w Siedlcach
- 1972 – Hiszpan José Luis Viejo wygrał 29. Tour de Pologne.
- 1973 – Premiera komedii filmowej Wniebowzięci w reżyserii Andrzeja Kondratiuka.
- 1975 – Gerald Ford jak pierwszy prezydent USA odwiedził były niemiecki obóz koncentracyjny Auschwitz-Birkenau.
- 1979 – W Gdańsku powstał Ruch Młodej Polski.
- 1987 – Zbigniew Piątek wygrał 44. Tour de Pologne.
- 1988 – Andrzej Mierzejewski wygrał 45. Tour de Pologne.
- 1989 – Mieczysław Rakowski został I sekretarzem KC PZPR.
- 1998 – Prząśniczka została oficjalnym hejnałem Łodzi.
- 2001 – Zmarł Edward Gierek, 1 Sekretarz KC PZPR
- 2004 – Powołano spółkę pasażerskich przewozów kolejowych Koleje Mazowieckie.
- 2005:
  - Rozpoczęto budowę północnego odcinka Autostrady A1 z Rusocina do Nowych Marz.
  - Sejm RP przyjął ustawy: o przeciwdziałaniu narkomanii i o przeciwdziałaniu przemocy w rodzinie.
  - Zakończono wydobycie węgla w KWK „Piast” w Bieruniu i w KWK „Ruch II” w Woli.
- 2011 – Komisja Badania Wypadków Lotniczych Lotnictwa Państwowego pod przewodnictwem ministra spraw wewnętrznych i administracji Jerzego Millera ogłosiła raport końcowy ze śledztwa w sprawie katastrofy smoleńskiej.
- 2022 – Oddano do użytku po przebudowie Teatr Letni w Szczecinie.

## Wydarzenia na świecie

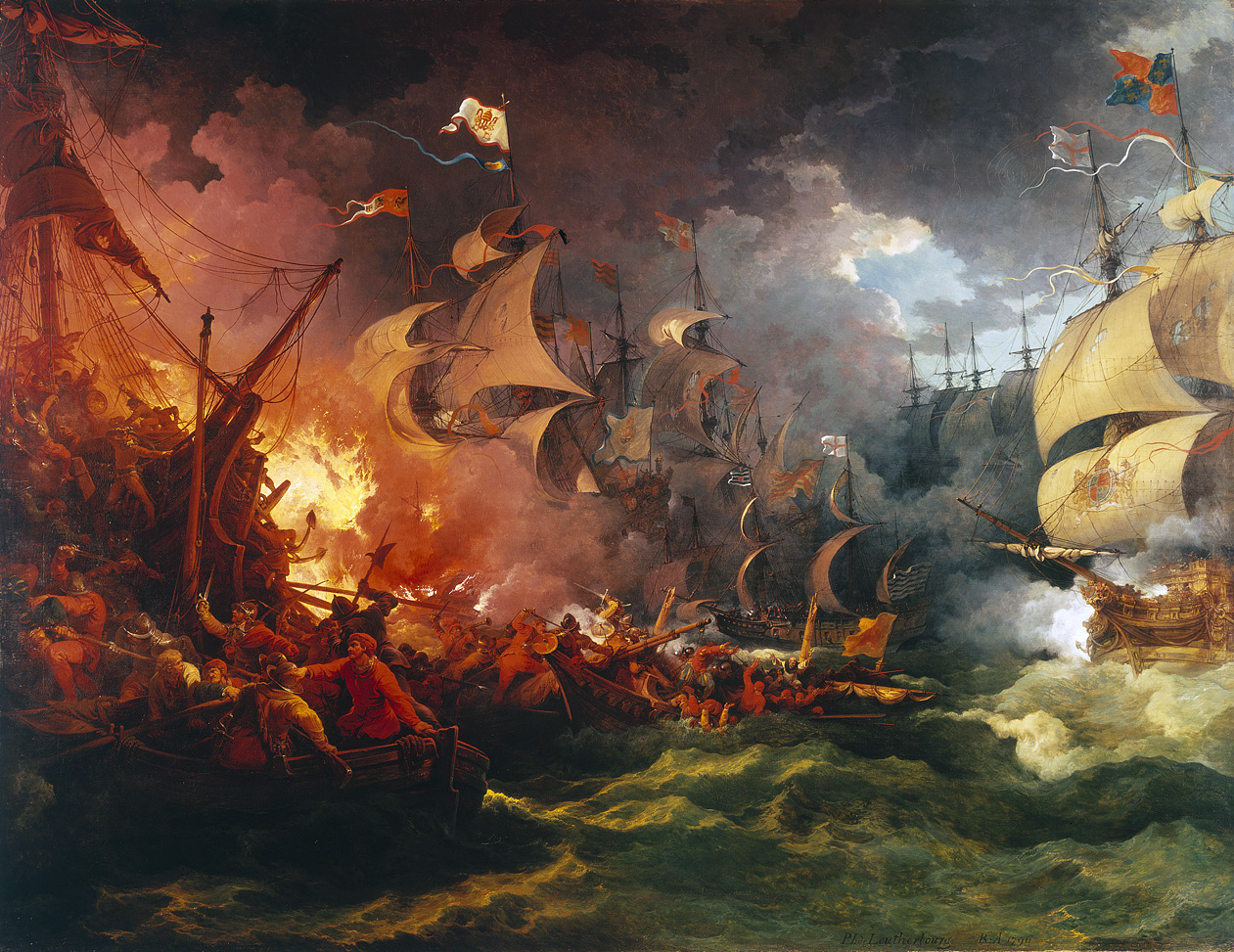
Hiszpańska Wielka Armada ponosi klęskę pod Gravelines (1588)

- 587 p.n.e. – Wojska króla babilońskiego Nabuchodonozora II zdobyły i splądrowały Jerozolimę.
- 238 – Zostali zamordowani współcesarze rzymscy Balbin i Pupien.
- 615 – K’inich Janaab’ Pakal został władcą miasta-państwa Majów, tożsamego z dzisiejszymi ruinami Palenque.
- 626 – Wojny Bizancjum z Persami: rozpoczęło się oblężenie Konstantynopola.
- 1014 – Wojska cara Bułgarii Samuela Komitopula zostały rozbite przez armię dowodzoną przez cesarza Bazylego II w bitwie pod Klidion.
- 1018 – Zwycięstwo wojsk fryzyjskich nad niemieckimi w bitwie pod Vlaardingen.
- 1030 – W bitwie pod Stiklestad poległ król Norwegii Olaf II Haraldsson.
- 1095 – Koloman Uczony został królem Węgier.
- 1108 – Ludwik VI Gruby został królem Francji.
- 1252 – Pierwsza wzmianka w źródłach pisanych o zamku w Kłajpedzie.
- 1474 – Książę Burgundii Karol Śmiały rozpoczął 11-miesięczne, nieudane oblężenie niemieckiego miasta Neuss.
- 1516 – Otwarto St John’s College w angielskim Cambridge.
- 1518 – Kortezy aragońskie w Saragossie uznały panowanie Karola V Habsburga i złożyły mu hołd.
- 1521 – Sułtan Imperium osmańskiego Sulejman Wspaniały wkroczył do Sremu i skierował się na Belgrad, który upadł miesiąc później.
- 1565 – Królowa Szkocji Maria I Stuart wyszła za mąż za swego kuzyna Henryka Stuarta, lorda Darnley.
- 1567 – Roczny Jakub VI Stuart, po abdykacji swej matki Marii I Stuart, został koronowany na króla Szkocji.
- 1586 – Założono Tiumeń – pierwsze rosyjskie miasto na Syberii.
- 1588 – Wojna angielsko-hiszpańska: hiszpańska Wielka Armada osiągnęła Lizard Point w Kornwalii, najbardziej na południe wysunięty punkt wyspy Wielka Brytania.
- 1602 – Biskup Kartageny Juan de Zúñiga Flores został wielkim inkwizytorem Hiszpanii.
- 1693 – Wojna Francji z Ligą Augsburską: zwycięstwo wojsk francuskich w bitwie pod Neerwinden.
- 1696 – II wojna rosyjsko-turecka: skapitulowała po oblężeniu turecka twierdza Azak.
- 1707 – Wojna o sukcesję hiszpańską: rozpoczęło się oblężenie Tulonu.
- 1800 – Na Sekwanie w Rouen zwodowano pierwszy okręt podwodny „Nautilus”, skonstruowany przez amerykańskiego inżyniera Roberta Fultona. Drugi okręt o tej samej nazwie zwodowano rok później.
- 1830 – W wyniku rewolucji lipcowej abdykował król Francji Karol X Burbon.
- 1836 – W Paryżu odsłonięto Łuk Triumfalny.
- 1848 – W czasie wielkiego głodu w Irlandii organizacja podziemna Młoda Irlandia wznieciła nieudane antybrytyjskie powstanie w Tipperary.
- 1851 – Włoski astronom Annibale de Gasparis odkrył planetoidę (15) Eunomia.
- 1858 – Japonia i USA zawarły pierwszy traktat handlowy.
- 1878 – Całkowite zaćmienie Słońca widoczne na Syberii i w Ameryce Północnej.
- 1884 – W Paryżu założono Stowarzyszenie Artystów Niezależnych.
- 1894 – Wojna chińsko-japońska: zwycięstwo wojsk japońskich w bitwie pod Seonghwan.
- 1899 – Podpisano trzy pierwsze Konwencje haskie.
- 1900 – Król Włoch Humbert I został zamordowany w Monzy przez anarchistę Gaetano Bresciego. Nowym królem został jego syn Wiktor Emanuel III.
- 1903 – Wszedł do służby rosyjski krążownik „Aurora”.
- 1905 – Premier Japonii Tarō Katsura i amerykański sekretarz wojny William Taft podpisali tajną notatkę dyplomatyczną, w której ustalono, że USA uznają japońską strefę wpływów w Korei, w zamian za wolną rękę w działaniach na Filipinach.
- 1909 – General Motors kupił przedsiębiorstwo Cadillac.
- 1913:
  - Słowacka Partia Ludowa, działająca od 1906 roku jako koło w strukturach Słowackiej Partii Narodowej, została oficjalnie ogłoszona samodzielną partią w Austro-Węgrzech.
  - W Oslo założono klub piłkarski Vålerenga Fotball.
- 1914:
  - W amerykańskim stanie Massachusetts otwarto Cape Cod Canal.
  - W odpowiedzi na wysadzenie przez Serbów granicznego mostu na Sawie, o 1:00 austro-węgierski monitor rzeczny SMS „Bodrog” zbombardował Belgrad, oddając pierwsze strzały w I wojnie światowej.
- 1916 – W kanadyjskiej prowincji Ontario, w wyniku trwających od kilku tygodni pożarów lasów, spłonęły miejscowości Black River-Matheson i Iroquois Falls, w których w sumie zginęły 233 osoby.
- 1917 – I wojna światowa: niemiecki okręt podwodny SM UB-27 z 22-osobową załogą został zatopiony u wybrzeża wschodniej Anglii przez brytyjską kanonierkę torpedową HMS „Halcyon”.
- 1921:
  - Adolf Hitler został Führerem w strukturze Narodowosocjalistycznej Niemieckiej Partii Robotników (NSDAP).
  - W Nowym Jorku została założona niezależna Rada ds. Stosunków Międzynarodowych (CFR).
- 1927 – Metropolita moskiewski Sergiusz wydał deklarację o lojalności Cerkwi wobec władz radzieckich.
- 1929 – Aristide Briand został po raz szósty premierem Francji.
- 1934 – Kurt von Schuschnigg przejął władzę w Austrii.
- 1937 – Faruk I został koronowany na króla Egiptu.
- 1938 – Wybuchły radziecko-japońskie walki graniczne nad jeziorem Chasan.
- 1941 – Rząd Vichy zawarł układ z Japonią o wspólnej obronie Indochin, na mocy którego wojska japońskie wkroczyły na francuskie terytoria.
- 1942 – W ZSRR ustanowiono ordery wojskowe: Aleksandra Newskiego, Kutuzowa i Suworowa.
- 1944 – Założono libijski klub piłkarski Al-Ittihad Trypolis.
- 1948:
  - Karl-August Fagerholm został premierem Finlandii.
  - W Londynie rozpoczęły się XIV Letnie Igrzyska Olimpijskie.
- 1951 – W Londynie odbyła się pierwsza edycja konkursu Miss World, którego zwyciężczynią została Szwedka Kicki Håkansson.
- 1954 – Podczas ceremonii odsłonięcia pomnika w izraelskim kibucu Ma’agan spadł na tłum lekki samolot Piper Cub, w wyniku czego zginęło 17 osób, a 15 zostało rannych.
- 1957:
  - Antonín Mrkos odkrył kometę C/1957 P1 (Kometa Mrkosa).
  - Założono Międzynarodową Agencję Energii Atomowej.
- 1958 – W Waszyngtonie założono Narodową Agencję Aeoronautyki i Przestrzeni Kosmicznej (NASA).
- 1959 – Premiera westernu Ostatni pociąg z Gun Hill w reżyserii Johna Sturgesa.
- 1963 – Dokonano oblotu samolotu pasażerskiego Tu-134.
- 1966 – W Nigerii został obalony i zamordowany wojskowy szef Federalnego Rządu Wojskowego gen. mjr Johnson Aguiyi-Ironsi.
- 1967:
  - Trzęsienie ziemi w stolicy Wenezueli Caracas zabiło około 500 osób.
  - Wojna wietnamska: w wyniku pożaru i eksplozji amunicji na pokładzie amerykańskiego lotniskowca USS „Forrestal” zginęły 134 osoby, a 62 zostały ranne.
- 1968 – Po 400 latach uśpienia wybuchł wulkan Arenal w Kostaryce, zabijając w pobliskim miasteczku Tabacón 78 osób.
- 1969 – Wspólnota Europejska i stowarzyszone z nią kraje Afryki oraz Madagaskar podpisały II konwencję z Jaunde.
- 1971 – Minister stanu ds. handlu i przemysłu Frederick Corfield ogłosił w Izbie Gmin zakończenie brytyjskiego programu lotów kosmicznych z użyciem rakiety Black Arrow.
- 1974 – Powstała radziecka/rosyjska jednostka antyterrorystyczna Grupa Alfa.
- 1975 – Grupa nigeryjskich oficerów z gen. Murtalą Mohammedem na czele przeprowadziła bezkrwawy zamach stanu, odsuwając od władzy wojskowy rząd gen. Yakubu Gowona.
- 1976:
  - Działający w Nowym Jorku seryjny morderca David Berkowitz zastrzelił swoją pierwszą ofiarę.
  - Giulio Andreotti został po raz drugi premierem Włoch.
- 1977 – Prezes zarządu Dresdner Banku Jürgen Ponto został postrzelony przez terrorystów z Frakcji Czerwonej Armii (RAF) przed swym domem w Oberursel. W wyniku odniesionych obrażeń zmarł następnego dnia w szpitalu.
- 1979:
  - W pożarze kina w Tuticorin w indyjskim stanie Tamilnadu zginęły 73 osoby.
  - W przeprowadzonych przez baskijską organizację ETA trzech zamachach bombowych na lotnisku Barajas i stacjach kolejowych Atocha i Chamartín w Madrycie zginęło 7 osób, a ponad 100 zostało rannych.
- 1980 – Przyjęto nowy wzór flagi Iranu.
- 1981 – Następca tronu Wielkiej Brytanii książę Karol poślubił lady Dianę Spencer.
- 1987:
  - Premier Rajiv Gandhi i prezydent Junius Richard Jayewardene podpisali układ o przyjaźni indyjsko-lankijskiej.
  - Premier Wielkiej Brytanii Margaret Thatcher i prezydent Francji François Mitterrand podpisali umowę o budowie tunelu pod kanałem La Manche.
- 1989 – W Wilnie rozpoczął się zjazd założycielski Litewskiej Partii Demokratycznej.
- 1990 – Postkomuniści zdobyli 85% głosów w pierwszych wielopartyjnych wyborach parlamentarnych w Mongolii.
- 1991 – Prezydent USA George H.W. Bush przybył do Moskwy na spotkanie na szczycie z Michaiłem Gorbaczowem.
- 1992 – Podczas XXV Igrzysk Olimpijskich w Barcelonie złote medale dla Polski zdobyli: Waldemar Legień w judo, Arkadiusz Skrzypaszek indywidualnie w pięcioboju nowoczesnym oraz drużyna pięcioboistów w składzie: Arkadiusz Skrzypaszek, Dariusz Goździak i Maciej Czyżowicz.
- 1996 – Chiny przeprowadziły 45. próbny wybuch bomby atomowej, po którym ogłosiły moratorium na dalsze próby.
- 2004 – Serge Vohor został po raz trzeci premierem Vanuatu.
- 2005 – Oficjalnie ogłoszono odkrycie planety karłowatej (136199) Eris.
- 2007 – Luterański Kościół Wysp Owczych uniezależnił się od Kościoła Danii.
- 2009:
  - 65 osób zostało rannych w wyniku zdetonowania przez ETA samochodu-pułapki przed koszarami hiszpańskiej Gwardii Cywilnej w mieście Burgos.
  - Komuniści wygrali przedterminowe wybory parlamentarne w Mołdawii.
  - Zarząd BMW ogłosił wycofanie się z wyścigów Formuły 1 wraz z końcem sezonu.
- 2010 – W Moskwie zanotowano najwyższą temperaturę w historii miasta (+38,2 °C).
- 2011 – Powstała Wolna Armia Syrii, główna grupa zbrojna syryjskiej opozycji walczącej w wojnie domowej.
- 2012 – W Rumunii odbyło się, nieważne z powodu zbyt niskiej frekwencji, referendum w sprawie odwołania prezydenta Traiana Băsescu.
- 2014 – Konflikt na wschodniej Ukrainie: pod Szachtarskiem rebelianci zniszczyli 25 czołgów z ukraińskiej 25. Brygady Zmechanizowanej.
- 2015 – Premiera systemu operacyjnego Windows 10.
- 2016 – Afganistan został 164. członkiem Światowej Organizacji Handlu (WTO).
- 2022 – Inwazja Rosji na Ukrainę: 53 ukraińskich jeńców wojennych zginęło, a 75 zostało rannych w masakrze w więzieniu w Mołodiżnem koło Ołeniwki w obwodzie donieckim. Ofiarami byli głównie żołnierze z kompleksu Azowstal, ostatniej ukraińskiej twierdzy w czasie oblężenia Mariupola.

## Eksploracja kosmosu
- 1982 – Deorbitacja i spłonięcie w atmosferze stacji kosmicznej Salut 6.
- 1985 – Rozpoczęła się misja STS-51-F wahadłowca Challenger.
- 1999 – Amerykańska sonda Deep Space 1 minęła w odległości 28 km planetoidę (9969) Braille.

## Urodzili się
- 1166 – Henryk II, hrabia Szampanii i król Jerozolimy (zm. 1197)
- 1356 – Marcin I Ludzki, król Aragonii oraz Sardynii i Korsyki (zm. 1410)
- 1543 – Mikołaj Pick, holenderski franciszkanin, męczennik, święty (zm. 1572)
- 1580 – Francesco Mochi, włoski rzeźbiarz (zm. 1654)
- 1605 – Simon Dach, niemiecki poeta pochodzenia litewskiego (zm. 1659)
- 1609 – Maria Gonzaga, włoska księżniczka, regentka Mantui (zm. 1660)
- 1635 – Krystian Ludwik Waldeck, hrabia Waldeck-Wildungen i Waldeck-Pyrmont (zm. 1706)
- 1643 – Henryk Juliusz Burbon, książę de Condé, par Francji, pierwszy książę krwi (zm. 1709)
- 1646 – Johann Theile, niemiecki kompozytor (zm. 1724)
- 1647 – Carl Piper, szwedzki hrabia, polityk (zm. 1716)
- 1655 – Fulvio Astalli, włoski kardynał (zm. 1721)
- 1672 – Charles Lennox, brytyjski arystokrata (zm. 1723)
- 1740 – Georg Nicolaus Kahlen, gdański urzędnik, dyplomata (zm. 1811)
- 1743 – Carl Gustaf Schultz von Ascheraden, szwedzki baron, dyplomata (zm. 1798)
- 1744:
  - Paweł Skórzewski, polski szlachcic, generał, polityk (zm. 1819)
  - Giulio Maria della Somaglia, włoski kardynał, dyplomata (zm. 1830)
- 1747 – Teresa Fantou, francuska szarytka, męczennica, błogosławiona (zm. 1794)
- 1765 – Jean-Baptiste Drouet d’Erlon, francuski generał, marszałek Francji (zm. 1844)
- 1781 – Johann Gottlieb Lehmann, niemiecki prawnik, polityk (zm. 1853)
- 1785 – Maksymilian Jabłonowski, polski książę, polityk (zm. 1846)
- 1787 – Leopold von Sedlnitzky, śląski arystokrata, duchowny katolicki, biskup wrocławski (zm. 1871)
- 1793:
  - Ignacy Abramowicz, rosyjski generał pochodzenia polskiego (zm. 1867)
  - Ján Kollár, słowacki duchowny luterański, poeta, publicysta, archeolog, ideolog panslawizmu i słowackiego odrodzenia narodowego (zm. 1852)
- 1796 – Walter Hunt, amerykański mechanik, wynalazca (zm. 1859)
- 1798 – Carl Blechen, niemiecki malarz (zm. 1840)
- 1800 – (lub 28 lipca) Frédérick Lemaître, francuski aktor (zm. 1876)
- 1802 – Mychajło Kaczkowśkyj, ukraiński prawnik, pisarz, publicysta, polityk (zm. 1872)
- 1805:
  - Hiram Powers, amerykański rzeźbiarz (zm. 1873)
  - Alexis de Tocqueville, francuski myśliciel polityczny, socjolog, polityk (zm. 1859)
- 1814 – Aleksander Przezdziecki, polski hrabia, historyk, mediewista (zm. 1871)
- 1817:
  - Iwan Ajwazowski, rosyjski malarz-marynista pochodzenia ormiańskiego (zm. 1900)
  - Wilhelm Griesinger, niemiecki neurolog, psychiatra (zm. 1868)
  - (lub 1822) Alfred Józef Potocki, polski hrabia, polityk, premier Austrii (zm. 1889)
- 1818 – Karol Ferdynand Habsburg, arcyksiążę austriacki (zm. 1874)
- 1819 – Theodor Brorsen, duński astronom (zm. 1895)
- 1824 – Eastman Johnson, amerykański malarz (zm. 1906)
- 1827 – Marcin Peterseim, polski przedsiębiorca (ur. 1904)
- 1833 – Henri Vannérus, luksemburski prawnik, polityk (zm. 1921)
- 1835 – Joe Coburn, amerykański bokser (zm. 1890)
- 1839 – Milton George Urner, amerykański polityk (zm. 1926)
- 1843:
  - Maximilian Gritzner, pruski wojskowy, historyk, bibliotekarz (zm. 1902)
  - Johannes Schmidt, niemiecki językoznawca (zm. 1901)
  - Joshua Frederick Cockey Talbott, amerykański polityk (zm. 1918)
- 1845 – William McMahon McKaig, amerykański polityk (zm. 1907)
- 1846:
  - Izabela (I) Brazylijska, księżniczka cesarska, regentka i ostatnia następczyni tronu Brazylii (zm. 1921)
  - Sophie Menter, niemiecka pianistka (zm. 1918)
- 1849:
  - Max Nordau, węgierski lekarz, filozof, pisarz pochodzenia żydowskiego (zm. 1923)
  - Stephen M. Sparkman, amerykański polityk (zm. 1929)
- 1852:
  - Bayard Taylor Holmes, amerykański chirurg, malakolog amator (zm. 1924)
  - Emil Sioli, niemiecki psychiatra (zm. 1922)
- 1854 – Georg Kerschensteiner, niemiecki pedagog (zm. 1932)
- 1858 – José Luis Tamayo, ekwadorski adwokat, polityk, prezydent Ekwadoru (zm. 1947)
- 1861 – Alice Hathaway Lee, Amerykanka, pierwsza żona prezydenta USA Theodore’a Roosevelta (zm. 1884)
- 1862 – Eduard Brückner, niemiecki geograf, klimatolog (zm. 1927)
- 1869 – Booth Tarkington, amerykański pisarz (zm. 1946)
- 1870 – George Dixon, kanadyjski bokser (zm. 1908)
- 1873 – Ludwik Panczakiewicz, polski architekt, przedsiębiorca budowlany (zm. 1935)
- 1874:
  - Francis Arthur Bainbridge, brytyjski fizjolog (zm. 1921)
  - Nicolas Brücher, luksemburski malarz (zm. 1957)
  - Auguste Giroux, francuski rugbysta (zm. 1953)
- 1876 – Marija Uspienska, amerykańska aktorka pochodzenia rosyjskiego (zm. 1949)
- 1877 – William Beebe, amerykański zoolog, oceanograf (zm. 1962)
- 1878 – Patrick McDonald, amerykański lekkoatleta, kulomiot pochodzenia irlandzkiego (zm. 1954)
- 1879 – Erwin Böhme, niemiecki pilot wojskowy, as myśliwski (zm. 1917)
- 1880 – Kazimierz Młodzianowski, polski legionista, malarz, polityk, minister spraw wewnętrznych (zm. 1928)
- 1881:
  - Ignacy Dygas, polski śpiewak operowy (tenor), pedagog (zm. 1947)
  - Ilja Maszkow, rosyjski malarz (zm. 1944)
  - Aleksander Wańkowicz, polski pułkownik pilot (zm. 1947)
- 1882:
  - Stefan Kałamajski, polski kupiec, przemysłowiec, działacz gospodarczy, polityk (zm. 1949)
  - Paulina Seidenbeutel-Karbowska, polska lekarka, pianistka pochodzenia żydowskiego (zm. 1941)
- 1883:
  - Benito Mussolini, włoski dziennikarz, polityk faszystowski, premier Włoch i przywódca Włoskiej Republiki Socjalnej (zm. 1945)
  - Fred Pentland, angielski piłkarz, trener (zm. 1962)
  - Stanisław Wieroński, polski generał brygady (zm. 1958)
- 1884:
  - Boris Asafjew, rosyjski kompozytor, muzykolog (zm. 1949)
  - Radzisław Wodziński, polski adwokat, notariusz, polityk, senator RP (zm. 1962)
- 1885 – Konstanty Stecki, polski botanik (zm. 1978)
- 1886 – Georg Stumme, niemiecki generał (zm. 1942)
- 1887 – Mamoru Shigemitsu, japoński polityk, dyplomata (zm. 1957)
- 1888:
  - Jan Koj, polski polityk, poseł na Sejm RP, prezydent Gliwic (zm. 1948)
  - Stanisław Łoza, polski podpułkownik, historyk sztuki, bibliograf (zm. 1956)
  - Mariusz Maszyński, polski aktor, recytator, malarz, dramaturg (zm. 1944)
- 1889:
  - Lajos Asztalos, węgierski szachista (zm. 1956)
  - Kazimierz Piwakowski, polski oficer (zm. 1960)
  - Ernst Reuter, niemiecki nauczyciel, polityk, burmistrz Berlina Zachodniego (zm. 1953)
- 1890:
  - Jan Barylski, polski pisarz, dziennikarz (zm. 1946)
  - Elisabeth von Thadden, niemiecka działaczka podziemia antynazistowskiego (zm. 1944)
- 1891 – Wacław Komarnicki, polski prawnik, polityk, poseł na Sejm RP, minister sprawiedliwości w rządzie na uchodźstwie (zm. 1954)
- 1892 – William Powell, amerykański aktor (zm. 1984)
- 1893:
  - Edward Haupt, polski rzeźbiarz (zm. 1970)
  - Marian Koczwara, polski botanik (zm. 1970)
  - Slim Whitaker, amerykański aktor (zm. 1960)
- 1895:
  - Jerzy Jan Jastrzębski, polski pułkownik dyplomowany kawalerii (zm. 1944)
  - Marian Kenig, polski ekonomista, działacz socjalistyczny, kapitan piechoty (zm. 1959)
- 1896:
  - Iwan Bojcow, radziecki polityk (zm. 1988)
  - William Cameron Menzies, amerykański reżyser i scenograf filmowy (zm. 1957)
- 1897:
  - Zofia Jabłońska-Erdmanowa, polska poetka (zm. 1998)
  - Władysław Ostrowski, polski torakochirurg (zm. 1949)
- 1898:
  - Isidor Isaac Rabi, amerykański fizyk, laureat Nagrody Nobla pochodzenia żydowskiego (zm. 1988)
  - Krzysztof Mikołaj Radziwiłł, polski ziemianin, podporucznik rezerwy piechoty, polityk, senator RP i poseł na Sejm Ustawodawczy (zm. 1986)
- 1899:
  - Herbert Heinrich, niemiecki pływak (zm. 1975)
  - Ignacy Płażewski, polski fotograf, historyk (zm. 1977)
- 1900:
  - Filipp Golikow, radziecki dowódca wojskowy, marszałek ZSRR (zm. 1980)
  - Eyvind Johnson, szwedzki pisarz, laureat Nagrody Nobla (zm. 1976)
  - Michaił Tichonrawow, rosyjski inżynier, konstruktor techniki rakietowej (zm. 1974)
  - Józef Witczak, polski działacz plebiscytowy, powstaniec śląski (zm. 1987)
- 1901:
  - Stefan Hnydziński, polski aktor (zm. 1939)
  - Józef Stańczewski, polski pisarz, działacz polonijny w Brazylii (zm. 1935)
- 1903 – Andrzej Krzeptowski I, polski oficer rezerwy, biegacz i skoczek narciarski, alpejczyk, działacz Goralenvolku (zm. 1945)
- 1904 – Reinhard Höhn, niemiecki prawnik, menedżer, SS-Oberführer (zm. 2000)
- 1905:
  - Clara Bow, amerykańska aktorka (zm. 1965)
  - Dag Hammarskjöld, szwedzki ekonomista, prawnik, polityk, dyplomata, sekretarz generalny ONZ (zm. 1961)
  - Erzsébet Schaár, węgierska rzeźbiarka (zm. 1975)
- 1906 – Thelma Todd, amerykańska aktorka (zm. 1935)
- 1907 – Stanisław Biniecki, polski lekarz, farmaceuta, chemik (zm. 1999)
- 1908:
  - Krystyna Pieradzka, polska historyk, mediewistka (zm. 1986)
  - Stanisław Tymoteusz Trojanowski, polski franciszkanin, męczennik, błogosławiony (zm. 1942)
- 1909:
  - Dominik Figurny, polski malarz (zm. 2000)
  - Jarosław Rak, ukraiński prawnik, działacz nacjonalistyczny, sportowy i płastowy (zm. 1989)
- 1910 – Wilhelm Zahn, niemiecki podwodniak (zm. 1976)
- 1911:
  - Jean Brichaut, belgijski piłkarz (zm. 1962)
  - Ján Cikker, słowacki kompozytor, pedagog (zm. 1989)
  - Leslie Scarman, brytyjski prawnik, polityk (zm. 2004)
- 1912 – Zbigniew Kowalski, polski komandor (zm. 2008)
- 1913:
  - Hermann Barche, niemiecki polityk (zm. 2001)
  - Erich Priebke, niemiecki funkcjonariusz nazistowski, zbrodniarz wojenny (zm. 2013)
  - Alvar Rantalahti, fiński biegacz narciarski (zm. 2007)
- 1914:
  - Jerzy Bichniewicz, polski podporucznik saperów, cichociemny (zm. 1942)
  - Irwin Corey, amerykański aktor, komik (zm. 2017)
  - Alojzy Novarese, włoski duchowny katolicki, błogosławiony (zm. 1984)
- 1915:
  - Pawieł Kadocznikow, radziecki aktor, reżyser teatralny (zm. 1988)
  - Olavi Rove, fiński gimnastyk (zm. 1966)
- 1916:
  - Budd Boetticher, amerykański reżyser, scenarzysta i producent filmowy (zm. 2001)
  - Charlie Christian, amerykański gitarzysta jazzowy (zm. 1942)
  - Rupert Hamer, australijski polityk (zm. 2004)
  - Alice Sapritch, francuska aktorka, piosenkarka pochodzenia ormiańskiego (zm. 1990)
- 1917 – Rochus Misch, niemiecki sierżant SS, inżynier (zm. 2013)
- 1918:
  - Tadeusz Czapliński, polski historyk (zm. 1979)
  - Władimir Dudincew, rosyjski piłkarz (zm. 1998)
- 1919 – Konstantin Błagodarow, radziecki major lotnictwa (zm. 1951)
- 1920:
  - Hanna Adamczewska-Wejchert, polska urbanistka, architekt (zm. 1996)
  - Władysław Puch, polski polityk, poseł na Sejm PRL (zm. 2001)
- 1921:
  - Marta Erdman, polska dziennikarka (zm. 1982)
  - Chris Marker, francuski reżyser filmowy, pisarz (zm. 2012)
  - Maria Occhipinti, włoska pisarka, działaczka anarchofeministyczna (zm. 1996)
  - Zbigniew Przyrowski, polski dziennikarz, publicysta (zm. 2008)
  - Margaret Singer, amerykańska psycholog (zm. 2003)
- 1922:
  - Michaił Minin, radziecki podpułkownik (zm. 2008)
  - Ruta Sakowska, polska historyk pochodzenia żydowskiego (zm. 2011)
- 1923:
  - Mieczysław Baryłko, polski malarz (zm. 2002)
  - Jim Marshall, brytyjski przedsiębiorca, konstruktor (zm. 2012)
  - Adam Skupiński, polski leśniczy, polityk, senator RP (zm. 2012)
- 1924:
  - Lloyd Bochner, kanadyjski aktor (zm. 2005)
  - Elizabeth Short, amerykańska ofiara morderstwa (zm. 1947)
- 1925:
  - Arnie Ferrin, amerykański koszykarz (zm. 2022)
  - Wacław Kapusto, polski fotografik, fotoreporter, żołnierz AK (zm. 2018)
  - Ted Lindsay, kanadyjski hokeista, trener (zm. 2019)
  - Zbigniew Pawelski, polski architekt, plastyk, uczestnik powstania warszawskiego (zm. 2024)
  - Matthew Ridley, brytyjski arystokrata (zm. 2012)
  - Carmen Stănescu, rumuńska aktorka (zm. 2018)
  - Aniela Świderska, polska aktorka (zm. 2021)
  - Mikis Theodorakis, grecki kompozytor (zm. 2021)
- 1926:
  - Jacek Bocheński, polski pisarz, publicysta
  - Jerzy Nalepa, polski historyk, językoznawca, wykładowca akademicki
  - Franco Sensi, włoski przedsiębiorca, polityk, działacz piłkarski (zm. 2008)
  - Manuel Vasques, portugalski piłkarz (zm. 2003)
- 1927:
  - Bruno Miecugow, polski dziennikarz, publicysta, pisarz (zm. 2009)
  - Harry Mulisch, holenderski pisarz (zm. 2010)
- 1928:
  - Philippe Bär, holenderski duchowny katolicki, benedyktyn, biskup Rotterdamu, ordynariusz wojskowy Holandii (zm. 2025)
  - William C. Dement, amerykański fizjolog, psychiatra (zm. 2020)
  - Li Ka-shing, hongkoński przedsiębiorca, inwestor, multimiliarder
  - Zdzisław Słowiński, polski aktor (zm. 2022)
  - Roman Wionczek, polski reżyser i scenarzysta filmowy i telewizyjny (zm. 1998)
- 1929:
  - Jean Baudrillard, francuski socjolog, filozof kultury (zm. 2007)
  - Julinho, brazylijski piłkarz (zm. 2003)
  - Wallace B. Smith, amerykański duchowny, Prezydent-Prorok Zreorganizowanego Kościoła Jezusa Chrystusa Świętych w Dniach Ostatnich (zm. 2023)
  - Maria Stangret-Kantor, polska malarka (zm. 2020)
  - Alfred Teinitzer, austriacki piłkarz (zm. 2021)
  - Awet Terterian, ormiański kompozytor (zm. 1994)
- 1930:
  - Mieczysław Jaworski, polski duchowny katolicki, biskup pomocniczy kielecki (zm. 2001)
  - Paul Taylor, amerykański choreograf (zm. 2018)
- 1931:
  - Henryk Gralewski, polski lekkoatleta, średniodystansowiec
  - Czesław Jaroszyński, polski aktor, poeta (zm. 2020)
  - Aleksandr Riażskich, radziecki generał pułkownik (zm. 2009)
  - Jan Ziółek, polski historyk (zm. 2009)
- 1932:
  - Max Bolkart, niemiecki skoczek narciarski (zm. 2025)
  - Arseniusz (Czekandrakow), bułgarski biskup prawosławny (zm. 2006)
  - Mike Hodges, brytyjski reżyser i scenarzysta filmowy (zm. 2022)
  - Nancy Landon Kassebaum, amerykańska polityk, senator
  - Edward Masry, amerykański prawnik, adwokat (zm. 2005)
  - Jan Notermans, holenderski piłkarz, trener (zm. 2017)
  - Luigi Snozzi, szwajcarski architekt (zm. 2020)
  - Heinz Vater, niemiecki językoznawca (zm. 2015)
  - Jerzy Żydkiewicz, polski aktor (zm. 2019)
- 1933:
  - Lou Albano, włoski wrestler, menedżer, aktor (zm. 2009)
  - Al-Habib Bularas, tunezyjski polityk (zm. 2014)
  - Jean-Marie Untaani Compaoré, burkiński duchowny katolicki, biskup Fada N’Gourma, arcybiskup Wagadugu (zm. 2024)
  - Colin Davis, brytyjski kierowca wyścigowy (zm. 2012)
  - Robert Fuller, amerykański aktor
- 1934:
  - Patrick Coveney, irlandzki duchowny katolicki, arcybiskup, nuncjusz apostolski (zm. 2022)
  - Stanton T. Friedman, amerykański fizyk jądrowy, ufolog (zm. 2019)
  - Jan Hanasz, polski astronom, działacz opozycji antykomunistycznej (zm. 2020)
  - Ignacy Ordon, polski piłkarz, trener (zm. 2017)
  - Albert Speer junior, niemiecki architekt (zm. 2017)
  - Michał Szewczyk, polski aktor (zm. 2021)
- 1935:
  - John Corrie, brytyjski polityk
  - Tadeusz Czechowicz, polski polityk, poseł na Sejm PRL (zm. 2021)
  - Peter Schreier, niemiecki śpiewak operowy (tenor liryczny), dyrygent (zm. 2019)
  - Krzysztof Ziembiński, polski aktor, reżyser teatralny, pedagog (zm. 2009)
- 1936:
  - Elizabeth Dole, amerykańska polityk, senator
  - Aleksy Kazberuk, polski prawnik, poeta (zm. 2012)
  - Rolf Presthus, norweski prawnik, polityk (zm. 1988)
- 1937:
  - Ryūtarō Hashimoto, japoński polityk, premier Japonii (zm. 2006)
  - Jon Istad, norweski biathlonista (zm. 2012)
  - Daniel McFadden, amerykański ekonomista, laureat Nagrody Banku Szwecji im. Alfreda Nobla w dziedzinie ekonomii
  - Eugeniusz Patyk, polski nauczyciel, polityk, senator RP (zm. 2023)
- 1938:
  - Peter Jennings, amerykański dziennikarz i prezenter telewizyjny pochodzenia kanadyjskiego (zm. 2005)
  - Fritz Ligges, niemiecki jeździec sportowy (zm. 1996)
  - Barbara Polańska, polska polityk, poseł na Sejm PRL
  - Vicente Rondón, wenezuelski bokser (zm. 1992)
  - Andrzej Szczeklik, polski lekarz, naukowiec, pisarz, filozof medycyny (zm. 2012)
  - Klaus Töpfer, niemiecki ekonomista, wykładowca akademicki, polityk, minister środowiska (zm. 2024)
- 1939:
  - Witold Baran, polski lekkoatleta, średniodystansowiec (zm. 2020)
  - Julian Klukowski, polski brydżysta (zm. 2017)
  - Tadeusz Ludwik Mleczko, polski nauczyciel, polityk, działacz sportowy (zm. 2019)
  - Terele Pávez, hiszpańska aktorka (zm. 2017)
  - Gian Piero Reverberi, włoski muzyk, kompozytor, aranżer
- 1940:
  - Iwan Bożiłow, bułgarski historyk, bizantynolog (zm. 2016)
  - Edward Cyrson, polski prawnik, ekonomista, nauczyciel akademicki (zm. 2018)
  - Jerzy Landsberg, polski kierowca rajdowy (zm. 1979)
  - György Sarlós, węgierski wioślarz
  - Vytautas Tomkus, litewski aktor (zm. 2022)
  - Aytaç Yalman, turecki generał, dowódca żandarmerii i sił lądowych (zm. 2020)
- 1941:
  - Randall Collins, amerykański socjolog
  - Karol Jakubowicz, polski politolog, publicysta, medioznawca (zm. 2013)
  - David Warner, brytyjski aktor (zm. 2022)
  - Giennadij Żaworonkow, rosyjski dziennikarz, publicysta (zm. 2006)
- 1942:
  - Günter Klann, niemiecki lekkoatleta, sprinter
  - Israel Singer, amerykański prawnik, działacz społeczny
  - Tony Sirico, amerykański aktor (zm. 2022)
- 1943:
  - Peter Del Monte, włoski reżyser i scenarzysta filmowy (zm. 2021)
  - Andrzej Kralczyński, polski związkowiec, polityk, senator RP (zm. 2016)
  - Marta Ptaszyńska, polska kompozytorka, perkusistka, pedagog
  - Antoni Torres, hiszpański piłkarz (zm. 2003)
- 1944:
  - Eusebio Hernández Sola, hiszpański duchowny katolicki, biskup Tarazony
  - Stanisław Małkowski, polski duchowny katolicki, kapelan NSZZ „Solidarność”
- 1945:
  - Larry Bunce, amerykański koszykarz
  - Sharon Creech, amerykańska autorka książek dla dzieci
  - Mike Garson, amerykański pianista jazzowy
  - Mircea Lucescu, rumuński piłkarz, trener
  - Gene Moore, amerykański koszykarz
- 1946:
  - Alicja Bromberger-Kobus, działaczka społeczności żydowskiej
  - Giles Chichester, brytyjski polityk
  - Bill Forsyth, szkocki reżyser filmowy
  - Jean-Paul Huchon, francuski polityk
- 1947:
  - Enrique Chazarreta, argentyński piłkarz (zm. 2021)
  - Stanley Kroenke, amerykański przedsiębiorca
  - Dennis Stewart, amerykański aktor (zm. 1994)
  - Elżbieta Śnieżkowska-Bielak, polska pisarka, poetka, autorka literatury dziecięcej
- 1948:
  - Angelo Pallavicini, szwajcarski kierowca wyścigowy
  - Me’ir Szalew, izraelski pisarz (zm. 2023)
- 1949:
  - Bernardo Álvarez Afonso, hiszpański duchowny katolicki, biskup San Cristóbal de La Laguna
  - Arif Alvi, pakistański lekarz, polityk, prezydent Pakistanu
  - Jerzy Bończak, polski aktor, reżyser teatralny
  - Leslie Easterbrook, amerykańska aktorka
  - Valeria Fedeli, włoska działaczka związkowa, polityk
  - Lucjan Łągiewka, polski wynalazca, konstruktor (zm. 2017)
  - Jamil Mahuad, ekwadorski polityk, burmistrz Quito, prezydent Ekwadoru
  - Sergio Martini, włoski alpinista, himalaista
  - Roman Michałowski, polski historyk, mediewista, wykładowca akademicki
  - Henry Puna, polityk z Wysp Cooka, premier
  - Marilyn Quayle, amerykańska druga dama
  - Francis Smerecki, francuski piłkarz, trener pochodzenia polskiego (zm. 2018)
  - Michael Turner, amerykański astrofizyk, kosmolog
- 1950:
  - Maricica Puică, rumuńska lekkoatletka, biegaczka średnio- i długodystansowa
  - Mike Starr, amerykański aktor
  - Elżbieta Towarnicka, polska śpiewaczka operowa (sopran)
  - Radu Voina, rumuński piłkarz ręczny, trener
- 1951:
  - Claude Bartolone, francuski polityk
  - Susan Blackmore, brytyjska psycholog, memetyk
  - Fernando José Castro Aguayo, wenezuelski duchowny katolicki, biskup Margarity
  - Mario Delpini, włoski duchowny katolicki, arcybiskup Mediolanu
  - Cristina Narbona, hiszpańska ekonomistka, wykładowczyni akademicka, polityk, dyplomata
  - Christine Razanamahasoa, madagaskarska prawniczka i polityczka
  - Tadeusz Zawada, polski kolarz szosowy
- 1952:
  - Wendy Hughes, australijska aktorka (zm. 2014)
  - Federico Euro Roman, włoski jeździec sportowy
  - Scott Wedman, amerykański koszykarz
- 1953:
  - Geddy Lee, kanadyjski wokalista, basista
  - Teresa Orlowski, niemiecka aktorka pornograficzna pochodzenia polskiego
  - Patti Scialfa, amerykańska wokalistka, autorka tekstów, gitarzystka
- 1954:
  - Jeanetta Arnette, amerykańska aktorka
  - Igor Krutoj, rosyjski kompozytor, piosenkarz, producent muzyczny pochodzenia ukraińskiego
  - Michał Olszański, polski pedagog, dziennikarz i prezenter radiowo-telewizyjny
  - Ryszard Podlas, polski lekkoatleta, czterystumetrowiec
  - Monika Rogozińska, polska dziennikarka, taterniczka, alpinistka
  - Saulius Stoma, litewski pisarz, dziennikarz, publicysta, polityk
- 1955:
  - Jean-Hugues Anglade, francuski aktor, reżyser i scenarzysta filmowy i telewizyjny
  - Jean-Luc Ettori, francuski piłkarz, bramkarz
  - Małgorzata Rybicka, polska działaczka społeczna i pedagog
  - Michael Frendo, maltański prawnik, polityk
  - Stephen Timms, brytyjski polityk
- 1956:
  - Terry Duerod, amerykański koszykarz (zm. 2020)
  - Andrzej Komar, polski sztangista
  - Faustino Rupérez, hiszpański kolarz szosowy
  - José Soares Filho, brazylijski duchowny katolicki, biskup Caroliny
- 1957:
  - Liam Davison, australijski pisarz (zm. 2014)
  - Diana DeGette, amerykańska polityk, kongreswoman
  - Wiktor Gawrikow, litewski szachista, trener pochodzenia rosyjskiego (zm. 2016)
  - Nelli Kim, kazachska gimnastyczka sportowa
  - Fumio Kishida, japoński polityk, premier Japonii
  - Ulrich Tukur, niemiecki aktor, muzyk
- 1958:
  - Imre Garaba, węgierski piłkarz
  - Marcus Gilbert, brytyjski aktor
  - Alvin Martin, angielski piłkarz
  - Yūko Mitsuya, japońska siatkarka
- 1959:
  - Sanjay Dutt, indyjski aktor
  - Mike McGee, amerykański koszykarz
  - John Sykes, amerykański gitarzysta, wokalista, członek zespołów: Streetfighter, Tygers of Pan Tang, Badlands, Thin Lizzy i Whitesnake (zm. 2025)
- 1960:
  - Siergiej Kopyłow, rosyjski kolarz torowy
  - Lee Jeong-geun, południowokoreański zapaśnik
  - Laura Molteni, włoska polityk
  - Didier Van Cauwelaert, francuski pisarz pochodzenia belgijskiego
- 1961:
  - Kęstutis Kristinaitis, litewski inżynier, przedsiębiorca, polityk
  - Lucyna Matuszna, polska hokeistka na trawie
  - Massimo Podenzana, włoski kolarz szosowy
  - Bartłomiej Sienkiewicz, polski historyk, publicysta, oficer UOP, polityk, minister spraw wewnętrznych i koordynator służb specjalnych, minister kultury i dziedzictwa narodowego, poseł na Sejm RP i eurodeputowany
  - Witalij Tarasenko, ukraiński piłkarz, trener
- 1962:
  - Guillermo Martínez, argentyński pisarz, matematyk
  - Oceano, portugalski piłkarz pochodzenia kabowerdyjskiego
  - Kevin Spirtas, amerykański aktor
- 1963:
  - Jim Beglin, irlandzki piłkarz
  - Alexandra Paul, amerykańska aktorka, modelka
  - Piotr Pawlicki, polski żużlowiec
  - David Phillips, walijski piłkarz
  - Graham Poll, angielski sędzia piłkarski
- 1964:
  - Wendy Kilbourne, amerykańska aktorka
  - Steven Novella, amerykański neurolog
  - Marise Payne, australijska polityk
- 1965:
  - Jon Øyvind Andersen, norweski muzyk, kompozytor, gitarzysta, członek zespołów Old Man’s Child i Insidious Disease
  - Paweł Wilczak, polski aktor
  - Andrea Zorzi, włoski siatkarz
- 1966:
  - Debbie Black, amerykańska koszykarka, trenerka
  - Sally Gunnell, brytyjska lekkoatletka, płotkarka
  - Martina McBride, amerykańska piosenkarka country
  - Suzie McConnell-Serio, amerykańska koszykarka, trenerka
- 1967:
  - Jeff Denham, amerykański polityk, kongresman
  - Yuichiro Hata, japoński polityk, minister ds. ziemi, infrastruktury, transportu i turystyki (zm. 2020)
  - Rafał Jurkowlaniec, polski dziennikarz, polityk, samorządowiec, marszałek województwa dolnośląskiego
- 1968:
  - Artur Kozioł, polski samorządowiec, burmistrz Wieliczki
  - Paavo Lötjönen, fiński wiolonczelista, kompozytor, członek zespołu Apocalyptica
  - Flórián Urbán, węgierski piłkarz, trener
- 1969:
  - Marco Antonio de Almeida, brazylijsko-meksykański piłkarz, trener
  - Giles Coren, brytyjski dziennikarz
  - Hiroyuki Iiri, japoński kierowca wyścigowy
  - Zoltán Jagodics, węgierski piłkarz
  - Carolyn Jones-Young, amerykańska koszykarka
- 1970:
  - Geir Bratland, norweski keyboardzista, członek zespołu God Seed
  - Paolo Dal Soglio, włoski lekkoatleta, kulomiot
  - Jonah Falcon, amerykański aktor, scenarzysta, prezenter telewizyjny
  - Rupert Stolberg, niemiecki duchowny katolicki, biskup pomocniczy Monachium i Fryzyngi
- 1971:
  - Bryan Dattilo, amerykański aktor
  - Lisa Ekdahl, szwedzka piosenkarka, kompozytorka
  - Christer Mattiasson, szwedzki piłkarz
  - Casten Nemra, marszalski polityk, prezydent Wysp Marshalla
  - Andrea Philipp, niemiecka lekkoatletka, sprinterka
- 1972:
  - Mohamed Benhamadi, algierski zapaśnik
  - Ato Essandoh, amerykański aktor pochodzenia ghańskiego
  - Czetin Kazak, bułgarski prawnik, polityk, eurodeputowany pochodzenia tureckiego
  - Metin Kazak, bułgarski prawnik, polityk, eurodeputowany pochodzenia tureckiego
  - Sérgio Sousa Pinto, portugalski polityk, eurodeputowany
  - Rui Tavares, portugalski pisarz, historyk, polityk, eurodeputowany
  - Wil Wheaton, amerykański pisarz, aktor
- 1973:
  - Eliza Białkowska, polska gimnastyczka
  - Miguel Campos, portugalski kierowca rajdowy
  - Marijan Christow, bułgarski piłkarz
  - Stephen Dorff, amerykański aktor
  - Eddy Mazzoleni, włoski kolarz szosowy
  - Denis Urubko, rosyjski himalaista, instruktor wspinaczki
- 1974:
  - Roland Green, kanadyjski kolarz górski
  - Mikaela Ingberg, fińska lekkoatletka, oszczepniczka
  - Will Langhorne, amerykański kierowca wyścigowy
  - Dave Menne, amerykański zawodnik MMA
  - Lebajoa Mphongoa, lesotyjski piłkarz
  - Josh Radnor, amerykański aktor
  - Eleni Wasiliu, grecka koszykarka
- 1975:
  - Yoshihiro Akiyama, japoński judoka, zawodnik MMA pochodzenia koreańskiego
  - Jakub Sebastian Bałdyga, polski scenarzysta i producent filmowy i telewizyjny
  - Corrado Grabbi, włoski piłkarz
  - Enrico Janoschka, niemiecki żużlowiec
  - Nikola Kavazović, serbski piłkarz, trener
  - Denis Marconato, włoski koszykarz
  - Sergiusz (Mychajłenko), ukraiński biskup prawosławny
- 1976:
  - Patri Friedman, amerykański aktywista, teoretyk ekonomii politycznej pochodzenia żydowskiego
  - Lukáš Jarolím, czeski piłkarz
  - Fernando de Ornelas, wenezuelski piłkarz
- 1977:
  - Shannon Boxx, amerykańska piłkarka
  - Brian Burton, amerykański didżej, producent muzyczny
  - Jozef Hrdlička, słowacki polityk
  - Michał Sitarski, polski aktor
- 1978:
  - Nick Oshiro, amerykański perkusista, członek zespołu Static-X
  - Marcin Różalski, polski zawodnik sportów walki
  - Stefan (Šarić), serbski biskup prawosławny
  - Marta Walesiak, polska aktorka
- 1979:
  - Charles Bwale, zambijski piłkarz
  - Karim Essediri, tunezyjski piłkarz
  - Kim Min-jung, południowokoreańska badmintonistka
  - André Lakos, austriacki hokeista
  - Ronald Murray, amerykański koszykarz
  - Jarosław Zarębski, polski kolarz szosowy
- 1980:
  - Nobuko Fukuda, japońska biegaczka narciarska
  - Fernando González, chilijski tenisista, trener
  - Aleksiej Iljuszyn, rosyjski szachista
  - Katarzyna Jarkowska, polska koszykarka
  - Hjálmar Jónsson, islandzki piłkarz
  - Daniel Morath, tongański rugbysta
- 1981:
  - Fernando Alonso, hiszpański kierowca wyścigowy Formuły 1
  - Troy Perkins, amerykański piłkarz, bramkarz
  - Armando Reyes, nikaraguański piłkarz
- 1982:
  - Pero Antiḱ, macedoński koszykarz
  - Allison Mack, amerykańska aktorka
  - Andy Reid, irlandzki piłkarz
- 1983:
  - Aleksiej Kajgorodow, rosyjski hokeista
  - Ogonna Nnamani, amerykańska siatkarka pochodzenia nigeryjskiego
- 1984:
  - Osman Chávez, honduraski piłkarz
  - Chu Jinling, chińska siatkarka
  - Siergiej Czikiszew, kirgiski piłkarz
  - Jarosław Lech, polski siatkarz plażowy
  - Ma Jianfei, chiński florecista
  - Oh Beom-seok, południowokoreański piłkarz
  - Wilson Palacios, honduraski piłkarz
- 1985:
  - Besart Berisha, albański piłkarz
  - Sławica Dimowska, macedońska koszykarka
  - Zoltán Fodor, węgierski zapaśnik
  - Jonatan Maidana, argentyński piłkarz
  - Steinþór Freyr Þorsteinsson, islandzki piłkarz
- 1986:
  - Anton Biełow, rosyjski hokeista
  - Cho Ha-ri, południowokoreańska łyżwiarka szybka, specjalistka short tracku
  - Laëtitia Le Corguillé, francuska kolarka BMX
  - Camelia Lupascu, rumuńska wioślarka
  - Nikołaj Nikołow, bułgarski siatkarz
  - Adam Weisman, amerykański aktor
- 1987:
  - Diego Di Berardino, brazylijski szachista
  - Jolanta Kelner, polska siatkarka
  - Arajik Mirzojan, ormiański sztangista
  - Fegor Ogude, nigeryjski piłkarz
  - Mechiel Versluis, holenderski wioślarz
  - Monika Weder, polska siatkarka
- 1988:
  - Emmanuel Biron, francuski lekkoatleta, sprinter
  - Tarjei Bø, norweski biathlonista
  - Miguel Herrero, hiszpański piłkarz
  - Alexander Lee Eusebio, koreańsko-chińsko-portugalski piosenkarz, raper
  - Ihor Sikorski, ukraiński piłkarz
- 1989:
  - Artis Ate, łotewski koszykarz
  - Kosovare Asllani, szwedzka piłkarka pochodzenia kosowskiego
  - Łukasz Borkowski, polski polityk, samorządowiec
  - Marlen Esparza, amerykańska pięściarka
  - Julio Furch, argentyński piłkarz
  - Sebastian Kaleta, polski prawnik, urzędnik państwowy, polityk, poseł na Sejm RP
  - Atdhe Nuhiu, austriacki piłkarz pochodzenia albańskiego
  - Jay Rodriguez, angielski piłkarz pochodzenia hiszpańskiego
  - Grit Šadeiko, estońska lekkoatletka, wieloboistka
- 1990:
  - Walentina Gołubienko, rosyjska szachistka
  - Taco Hemingway, polski raper
  - Michał Janota, polski piłkarz
  - Tyler Johnson, amerykański hokeista
  - Ivan Lenđer, serbski pływak
  - Matt Prokop, amerykański aktor
  - Miroslav Stevanović, bośniacki piłkarz
  - Oleg Szatow, rosyjski piłkarz
- 1991:
  - Ariel Borysiuk, polski piłkarz
  - Aleksandr Dienisjew, rosyjski saneczkarz
  - Miki Ishikawa, amerykańska aktorka, piosenkarka
  - Rodney McGruder, amerykański koszykarz
  - Orlando Ortega, kubańsko-hiszpański lekkoatleta, płotkarz
  - Agnieszka Pencherkiewicz, polska piłkarka
  - Alexandra Perper, mołdawska tenisistka
- 1992:
  - Daniił Cypłakow, rosyjski lekkoatleta, skoczek wzwyż
  - Paul-Georges Ntep, francuski piłkarz pochodzenia kameruńskiego
  - Quinten Schram, holenderski aktor
  - Djibril Sidibé, francuski piłkarz pochodzenia malijskiego
  - Devante Wallace, amerykański koszykarz
- 1993:
  - Aleksa Brđović, serbski koszykarz
  - Jak Jones, walijski snookerzysta
  - Nicole Melichar-Martinez, amerykańska tenisistka
  - Ana Ranđelović, serbska zapaśniczka
  - Dorothy Yeats, kanadyjska zapaśniczka
- 1994:
  - Roberts Lipsbergs, łotewski hokeista
  - Daniele Rugani, włoski piłkarz
  - Jakub Schenk, polski koszykarz
  - Kinga Woźniak, polska koszykarka
- 1995:
  - Jhonder Cádiz, wenezuelski piłkarz
  - Quinten Hermans, belgijski kolarz szosowy i przełajowy
  - Brian Pintado, ekwadorski lekkoatleta, chodziarz
- 1996:
  - Giorgi Charaiszwili, gruziński piłkarz
  - Marko Sedlaček, chorwacki siatkarz
- 1997:
  - Äbylchan Amankuł, kazachski bokser
  - Austin Hamilton, szwedzki lekkoatleta, sprinter pochodzenia jamajskiego
  - Anže Peharc, słoweński wspinacz sportowy
  - Buse Ünal, turecka siatkarka
- 1998:
  - Mirjam Björklund, szwedzka tenisistka
  - Clayton Keller, amerykański hokeista
  - Polina Niekrasowa, rosyjska biegaczka narciarska
- 1999:
  - Bedirhan Bülbül, turecki siatkarz
  - Zinho Vanheusden, belgijski piłkarz
- 2000:
  - Yacine Adli, francuski piłkarz pochodzenia algierskiego
  - Marcus Armstrong, nowozelandzki kierowca wyścigowy
  - Jakub Biedrzycki, polski judoka
  - Adelina Budăi-Ungureanu, rumuńska siatkarka
  - Marta Janiszewska, polska siatkarka
- 2001:
  - Mekides Abebe, etiopska lekkoatletka, biegaczka długodystansowa
  - Diané Sellier, francusko-polski łyżwiarz szybki, specjalista short tracku
  - Julia Szczurowska, polska siatkarka
- 2002:
  - Elmer Cardoza, gwatemalski piłkarz
  - Bence Nógrádi, węgierski łyżwiarz szybki, specjalista short tracku
- 2003:
  - Wahid Faghir, duński piłkarz pochodzenia afgańskiego
  - Kimia Hosseini, irańska aktorka
  - Renato Veiga, portugalski piłkarz pochodzenia kabowerdeńskiego
- 2005 – Felix Frischmann, niemiecki skoczek narciarski
- 2007 – Ernest Banach, polski piłkarz (zm. 2021)

## Zmarli
- 238:
  - Balbin, cesarz rzymski (ur. ok. 165)
  - Pupien, cesarz rzymski (ur. 178)
- 1030 – Olaf II Haraldsson, król Norwegii (ur. 995)
- 1095 – Władysław I Święty, król Węgier, święty (ur. ok. 1040–48)
- 1099 – Urban II, papież, błogosławiony (ur. 1042)
- 1108 – Filip I, król Francji (ur. 1052)
- 1236 – Ingeborga Duńska, królowa Francji (ur. 1175)
- 1507 – Martin Behaim, niemiecki geograf, kartograf, kosmograf, nawigator (ur. 1459)
- 1573 – John Caius, angielski lekarz (ur. 1510)
- 1589 – Anna Maria Wittelsbach, księżniczka palatynacka, księżna szwedzka (ur. 1561)
- 1616 – Tang Xianzu, chiński dramaturg, poeta (ur. 1550)
- 1630 – Jakub Geranus, czeski jezuita (ur. 1558)
- 1644 – Urban VIII, papież (ur. 1568)
- 1647 – (data pogrzebu) Frans Rijckhals, holenderski malarz (ur. 1609)
- 1649 – David Tenies starszy, flamandzki malarz (ur. 1582)
- 1656 – Andrea Falconieri, włoski kompozytor, śpiewak, lutnista (ur. 1685/86)
- 1661 – Valerian von Magnis, włoski kapucyn, dyplomata cesarski (ur. 1586)
- 1678 – Andrzej Wiszowaty, polski filozof, kaznodzieja, poeta, ideolog braci polskich (ur. 1608)
- 1694 – Safi II, szach Persji (ur. ?)
- 1712 – Johann Friedrich von Wolfframsdorff, saski arystokrata, królewsko-polski i elektorsko-saski szambelan i radca (ur. 1674)
- 1735 – Zofia Ludwika Mecklenburg-Schwerin, królowa Prus (ur. 1685)
- 1745 – Johann Gottfried von Diesseldorf, gdański uczony, polityk, burgrabia i burmistrz (ur. 1668)
- 1751 – Benjamin Robins, brytyjski inżynier, matematyk (ur. 1707)
- 1752 – Peter Warren, brytyjski admirał (ur. 1703)
- 1760 – Heinrich von Podewils, pruski polityk, premier Prus (ur. 1695)
- 1762 – Françoise-Louise de Warens, szwajcarska arystokratka (ur. 1699)
- 1792 – René Nicolas de Maupeou, francuski polityk, kanclerz Francji (ur. 1714)
- 1803 – Bernard Krause, niemiecki malarz (ur. 1743)
- 1808 – Selim III, sułtan Imperium Osmańskiego (ur. 1761)
- 1811 – William Cavendish, brytyjski arystokrata, polityk (ur. 1748)
- 1813 – Jean-Andoche Junot, francuski generał (ur. 1771)
- 1818 – Johan Gabriel Oxenstierna, szwedzki polityk, poeta (ur. 1750)
- 1833 – William Wilberforce, brytyjski polityk, filantrop, abolicjonista (ur. 1759)
- 1839 – Gaspard de Prony, francuski inżynier, matematyk, fizyk (ur. 1755)
- 1841 – Fryderyka Mecklenburg-Strelitz, księżna Cumberland, królowa Hanoweru (ur. 1778)
- 1844 – Franz Xaver Wolfgang Mozart, austriacki kompozytor, pianista, syn Wolfganga Amadeusa (ur. 1791)
- 1845:
  - François Joseph Bosio, francuski rzeźbiarz (ur. 1769)
  - Kazimierz Paszkowicz, polski podpułkownik, uczestnik powstania listopadowego (ur. 1788)
- 1856:
  - Karel Havlíček Borovský, czeski dziennikarz, satyryk, polityk (ur. 1821)
  - Robert Schumann, niemiecki kompozytor, pianista (ur. 1810)
- 1859 – Auguste Mathieu Panseron, francuski kompozytor, nauczyciel śpiewu (ur. 1796)
- 1860 – John Hindmarsh, brytyjski wojskowy, administrator kolonialny (ur. 1785)
- 1861:
  - Paweł Chen Changpin, chiński męczennik i święty katolicki (ur. 1838)
  - Jan Chrzciciel Luo Tingyin, chiński męczennik i święty katolicki (ur. 1825)
  - Marta Wang Luo Mande, chińska męczennica i święta katolicka (ur. 1812)
  - Józef Zhang Wenlan, chiński męczennik i święty katolicki (ur. 1831)
- 1877 – George Ward Hunt, brytyjski polityk (ur. 1825)
- 1882 – Włodzimierz Wolski, polski poeta, prozaik, tłumacz (ur. 1824)
- 1885 – Henri Milne-Edwards, francuski przyrodnik, zoolog (ur. 1800)
- 1887 – Agostino Depretis, włoski polityk, premier Włoch (ur. 1813)
- 1890 – Vincent van Gogh, holenderski malarz (ur. 1853)
- 1894:
  - Wilhelm Habsburg, arcyksiążę, feldzeugmeister armii Austro-Węgier, wielki i niemiecki mistrz zakonu krzyżackiego (ur. 1827)
  - Ludwik Martin, francuski zegarmistrz, święty (ur. 1823)
- 1900:
  - Ksawera Dalewska, polska działaczka niepodległościowa, uczestniczka powstania styczniowego (ur. 1845)
  - Humbert I, król Włoch (ur. 1844)
  - Sigbjørn Obstfelder, norweski poeta, nowelista, publicysta (ur. 1866)
- 1906 – Alexandre Luigini, francuski kompozytor (ur. 1850)
- 1908 – Paul Grohmann, austriacki wspinacz, pisarz (ur. 1838)
- 1913 – Tobias Asser, holenderski prawnik, laureat Pokojowej Nagrody Nobla (ur. 1838)
- 1919 – Paul Grützner, niemiecki fizjolog (ur. 1847)
- 1920:
  - Zygmunt Goldszlag, polski podporucznik piechoty pochodzenia żydowskiego (ur. 1896)
  - Stanisław Kędziora, polski plutonowy (ur. 1894)
  - Piotr Kieblesz, polski starszy sierżant (ur. 1895)
  - Stefan Zdanowski, polski podporucznik, działacz niepodległościowy i społeczny (ur. 1897)
- 1925 – Hugo Hildebrand Hildebrandsson, szwedzki meteorolog, wykładowca akademicki (ur. 1838)
- 1927 – Freddie Welsh, walijski bokser (ur. 1886)
- 1928 – Constantino Ajutti, włoski duchowny katolicki, arcybiskup, dyplomata papieski (ur. 1876)
- 1929 – Feliks Kotowski, polski biolog, wykładowca akademicki (ur. 1895)
- 1930 – Theodor Axenfeld, niemiecki okulista (ur. 1867)
- 1932 – Leon Ostroróg, francusko-turecki prawnik, wykładowca akademicki, pisarz, dyplomata, polityk pochodzenia polskiego (ur. 1867)
- 1936:
  - Ferdynand Andrusiewicz, polski podpułkownik piechoty, architekt (ur. 1885)
  - Józef Calasanz Marqués, hiszpański salezjanin, męczennik, błogosławiony (ur. 1872)
  - Joachim Vilanova Camallonga, hiszpański duchowny katolicki, męczennik, błogosławiony (ur. 1888)
- 1937 – Leonard Lepszy, polski historyk sztuki złotniczej (ur. 1856)
- 1938:
  - Nikołaj Antipow, radziecki polityk (ur. 1894)
  - Nikołaj Krylenko, radziecki polityk (ur. 1885)
  - Mieczysław Łoganowski, polski działacz socjalistyczny i komunistyczny (ur. 1895)
  - Walerij Mieżłauk, radziecki polityk (ur. 1893)
  - Josif Piatnicki, radziecki polityk pochodzenia żydowskiego (ur. 1882)
  - Moisiej Ruchimowicz, radziecki polityk pochodzenia żydowskiego (ur. 1889)
  - Aleksandr Swieczin, radziecki iomdiw, teoretyk i historyk wojskowości (ur. 1878)
  - Wasilij Szmidt, radziecki polityk pochodzenia niemieckiego (ur. 1886)
  - Boris Szumiacki, radziecki dyplomata, polityk (ur. 1886)
  - Iosif Warejkis, radziecki polityk (ur. 1894)
- 1941:
  - Janina Bednarska, polska harcerka, żołnierz podziemia antyhitlerowskiego (ur. 1912)
  - James Stephenson, brytyjski aktor (ur. 1889)
- 1942:
  - Krišjānis Berķis, łotewski generał, polityk, minister wojny (ur. 1884)
  - Louis Bornó, haitański adwokat, dyplomata, polityk (ur. 1865)
  - Wojciech Kossak, polski malarz batalista (ur. 1856)
- 1943:
  - Roman Konwerski, polski handlarz, sanitariusz, ofiara nazizmu (ur. 1910)
  - Pedro Pablo Peña, paragwajski polityk, prezydent Paragwaju (ur. 1864)
  - Mychajło Wołoszyn, ukraiński oficer, adwokat, działacz społeczny i polityczny (ur. 1878)
- 1944:
  - Stefan Kasprzyk, polski harcerz, żołnierz Szarych Szeregów i AK (ur. 1920)
  - Walenty Puchała, polski duchowny katolicki, polityk, senator RP (ur. 1874)
  - Stanisław Raczkowski, polski rotmistrz (ur. 1912)
- 1945 – Romuald Miller, polski architekt, polityk (ur. 1882)
- 1946 – Ludwik Sikora, polski nauczyciel, historyk (ur. 1877)
- 1947:
  - Grantley Goulding, brytyjski lekkoatleta, płotkarz (ur. 1874)
  - Ja’akow Wajs, żydowski bojownik (ur. 1924)
- 1948:
  - Artur Dobiecki, polski ziemianin, ekonomista, polityk, poseł na Sejm i senator RP (ur. 1884)
  - Emil Drobny, polski duchowny katolicki, werbista, historyk, muzeolog, archiwista (ur. 1889)
  - Ruth Neudeck, niemiecka funkcjonariuszka i zbrodniarka nazistowska (ur. 1920)
- 1950 – Joe Fry, brytyjski kierowca wyścigowy (ur. 1915)
- 1951:
  - Walt Brown, amerykański kierowca wyścigowy (ur. 1911)
  - Mieczysław Filipkiewicz, polski malarz (ur. 1891)
  - Cecil Green, amerykański kierowca wyścigowy (ur. 1919)
  - Arnold Watson Hutton, argentyński piłkarz pochodzenia szkockiego (ur. 1886)
  - Bill Mackey, amerykański kierowca wyścigowy (ur. 1927)
  - Bernhard Weiß, niemiecki prawnik pochodzenia żydowskiego (ur. 1880)
  - Ali Sami Yen, turecki trener i działacz piłkarski (ur. 1886)
- 1953:
  - Richard Pearse, nowozelandzki pionier lotnictwa, wynalazca, farmer pochodzenia brytyjskiego (ur. 1877)
  - Jan Wantuła, polski ślusarz hutniczy, pomolog, pisarz ludowy, bibliofil (ur. 1877)
- 1954:
  - August Carremans, belgijski kolarz torowy (ur. 1881)
  - Antoni Gawiński, polski malarz, ilustrator, krytyk artystyczny, prozaik, poeta (ur. 1876)
  - Coen de Koning, holenderski łyżwiarz szybki (ur. 1879)
  - Franz Josef Popp, austriacki inżynier, przedsiębiorca (ur. 1886)
- 1956:
  - Ludwig Klages, niemiecki filozof, psycholog, wykładowca akademicki (ur. 1872)
  - Franz Tamayo, boliwijski pisarz, intelektualista, polityk (ur. 1878)
- 1957 – Kazimierz Gierdziejewski, polski inżynier, profesor odlewnictwa (ur. 1888)
- 1958 – Giordano Corsi, włoski piłkarz (ur. 1908)
- 1959 – Wincenty Sobociński, polski pułkownik dyplomowany piechoty (ur. 1894)
- 1960:
  - Mary Bailey, irlandzka arystokratka, pilotka (ur. 1890)
  - Jack E. Cox, brytyjski operator filmowy (ur. 1890)
  - Clyde Kluckhohn, amerykański antropolog kulturowy, wykładowca akademicki (ur. 1905)
  - Kristian Østervold, norweski żeglarz sportowy (ur. 1885)
  - Hasan Saka, turecki polityk, minister finansów i spraw zagranicznych, premier Turcji (ur. 1890)
- 1961 – Stefan Zając, polski podpułkownik piechoty (ur. 1895)
- 1962:
  - Gabriel Acacius Coussa, syryjski kardynał (ur. 1897)
  - Leonardo De Lorenzo, włoski flecista (ur. 1875)
  - Ronald Fisher, brytyjski genetyk, statystyk, wykładowca akademicki (ur. 1890)
- 1963 – Michaił Cariewski, radziecki generał major, funkcjonariusz służb specjalnych (ur. 1898)
- 1964:
  - Łucjan Kamieński, polski kompozytor, muzykolog (ur. 1885)
  - Irene Longman, australijska działaczka społeczna, polityk (ur. 1877)
  - Wanda Wasilewska, polska pisarka, działaczka komunistyczna, wiceprzewodnicząca PKWN (ur. 1905)
  - María Wiesse, peruwiańska poetka, pisarka, autorka literatury dziecięcej, tłumaczka, eseistka (ur. 1894)
  - Władimir Winogradow, rosyjski lekarz (ur. 1892)
- 1965 – Robert King, amerykański lekkoatleta, skoczek wzwyż (ur. 1906)
- 1966:
  - Johnson Aguiyi-Ironsi, nigeryjski generał major, głowa państwa (ur. 1924)
  - Edward Gordon Craig, brytyjski reżyser, aktor, dekorator, scenograf, rysownik, teoretyk teatru (ur. 1872)
- 1967:
  - Angelo Paino, włoski duchowny katolicki, arcybiskup metropolita Mesyny (ur. 1870)
  - Aleksander Wat, polski prozaik, poeta, futurysta, tłumacz pochodzenia żydowskiego (ur. 1900)
- 1969 – Josef Blösche, niemiecki Rottenführer SS, zbrodniarz nazistowski (ur. 1912)
- 1970:
  - John Barbirolli, brytyjski dyrygent i wiolonczelista pochodzenia włosko-francuskiego (ur. 1899)
  - Nikolaus Petrilowitsch, niemiecki psychiatra, neurolog (ur. 1924)
- 1972 – Porfirij Kumaniok, radziecki polityk (ur. 1911)
- 1973:
  - Henri Charrière, francuski przestępca, autor pamiętników (ur. 1906)
  - Julio Adalberto Rivera, salwadorski wojskowy, polityk, prezydent Salwadoru (ur. 1921)
  - Roger Williamson, brytyjski kierowca wyścigowy (ur. 1948)
- 1974:
  - Cass Elliot, amerykańska wokalistka, członkini zespołu The Mamas & the Papas (ur. 1941)
  - Erich Kästner, niemiecki pisarz, autor książek dla dzieci (ur. 1899)
  - George Lovic Pierce Radcliffe, amerykański polityk (ur. 1877)
- 1975 – Andrzej Sikorski, polski dziennikarz, himalaista (ur. 1948)
- 1977 – Ján Stanislav, słowacki językoznawca, wykładowca akademicki (ur. 1904)
- 1978:
  - Andrzej Bogucki, polski aktor, piosenkarz (ur. 1904)
  - Paweł Hoffman, polski dziennikarz, działacz komunistyczny pochodzenia żydowskiego (ur. 1903)
  - Josef Jacobs, niemiecki pilot wojskowy, as myśliwski (ur. 1894)
  - Aleksander Rak, polski malarz, grafik, pedagog (ur. 1899)
- 1979:
  - Norma Koch, amerykańska kostiumograf (ur. 1898)
  - Herbert Marcuse, niemiecko-amerykański filozof, socjolog, wykładowca akademicki pochodzenia żydowskiego (ur. 1898)
- 1980:
  - Filipp Golikow, radziecki dowódca wojskowy, marszałek ZSRR (ur. 1900)
  - Troy Leon Gregg, amerykański morderca (ur. 1953)
  - Charles McGraw, amerykański aktor (ur. 1914)
  - Frederick Morgan, południowoafrykański strzelec sportowy (ur. 1893)
  - Jan Tausinger, czeski kompozytor, dyrygent (ur. 1921)
- 1981 – Robert Moses, amerykański urbanista (ur. 1888)
- 1982:
  - Richard Gale, brytyjski generał (ur. 1896)
  - Harold Sakata, amerykański aktor, wrestler pochodzenia japońskiego (ur. 1920)
  - Vladimir Zworykin, amerykański radiotechnik, elektronik pochodzenia rosyjskiego (ur. 1889)
- 1983:
  - Luis Buñuel, hiszpański reżyser i scenarzysta filmowy (ur. 1900)
  - Burrill Bernard Crohn, amerykański gastroenterolog pochodzenia żydowskiego (ur. 1884)
  - Manuel Ferreira, argentyński piłkarz (ur. 1905)
  - Raymond Massey, kanadyjski aktor (ur. 1896)
  - David Niven, brytyjski aktor (ur. 1910)
  - Carlo Orlandi, włoski bokser (ur. 1910)
- 1984:
  - Leif Wahlman, szwedzki żużlowiec (ur. 1965)
  - Fred Waring, amerykański kompozytor, lider zespołu, osobowość radiowa i telewizyjna (ur. 1900)
- 1985:
  - Piotr Lutczyn, polski reżyser, scenograf i scenarzysta filmów animowanych (ur. 1923)
  - Stanisław Majewski, polski prawnik, polityk, minister finansów, wicepremier (ur. 1915)
- 1986:
  - Janina Górkiewicz, polska pisarka, autorka książek dla młodzieży (ur. 1921)
  - Dan Pagis, izraelski poeta (ur. 1930)
  - İdris Süleymanov. radziecki wojskowy (ur. 1915)
- 1987:
  - Tadeusz Makarczyński, polski twórca filmów dokumentalnych (ur. 1918)
  - Aleksiej Sukletin, rosyjski seryjny morderca, kanibal (ur. 1943)
- 1988:
  - Czesław Ciupa, polski piłkarz (ur. 1935)
  - Georges Vuilleumier, szwajcarski piłkarz (ur. 1944)
- 1989 – Mieczysław Słowikowski, polski generał brygady (ur. 1896)
- 1990:
  - Juliusz Burski, polski reżyser (ur. 1934)
  - Bruno Kreisky, austriacki polityk, kanclerz Austrii (ur. 1911)
- 1991:
  - Christian de Castries, francuski generał brygady (ur. 1902)
  - Włodzimierz Kirszner, polski fotoreporter (ur. 1939)
  - Aleksander Papiernik, polski polityk, poseł na Sejm PRL (ur. 1922)
- 1992 – Lucia Demetrius, rumuńska poetka, pisarka, dramatopisarka (ur. 1910)
- 1994:
  - Grigol Abaszydze, gruziński poeta, prozaik (ur. 1914)
  - Dorothy Crowfoot Hodgkin, brytyjska biochemik, krystalograf, laureatka Nagrody Nobla (ur. 1910)
- 1995 – Miklós Meszéna, węgierski szablista (ur. 1940)
- 1996:
  - Jason Thirsk, amerykański basista, wokalista, członek zespołu Pennywise (ur. 1967)
  - Jaroslav Vejvoda, czeski piłkarz, trener (ur. 1920)
- 1997:
  - John Archer, brytyjski lekkoatleta, sprinter (ur. 1921)
  - Mychajło Biełych, ukraiński piłkarz, trener (ur. 1958)
  - Antoni Paszkowicz, polski koszykarz (ur. 1935)
  - Jerzy Szydłowski, polski archeolog, muzealnik (ur. 1931)
  - Karol Szafranek, polski pianista, pedagog (ur. 1904)
- 1998:
  - Jorge Pacheco Areco, urugwajski polityk, prezydent Urugwaju (ur. 1920)
  - Jerome Robbins, amerykański choreograf, reżyser filmowy pochodzenia żydowskiego (ur. 1918)
- 1999:
  - Jack Bond, nowozelandzki rugbysta (ur. 1920)
  - Anatolij Sołowjanenko, ukraiński śpiewak operowy (tenor) (ur. 1932)
  - André Soubiran, francuski lekarz, pisarz (ur. 1910)
- 2000 – René Favaloro, argentyński kardiochirurg (ur. 1923)
- 2001:
  - Milner Ayala, paragwajski piłkarz (ur. 1928)
  - Aleksander Czachor, polski piłkarz, działacz piłkarski (ur. 1923)
  - Edward Gierek, polski polityk, działacz komunistyczny, I sekretarz KC PZPR (ur. 1913)
  - Herwig Karzel, austriacki duchowny i teolog luterański (ur. 1925)
- 2002:
  - Renato Pirocchi, włoski kierowca wyścigowy (ur. 1933)
  - Phil Smith, amerykański koszykarz (ur. 1952)
- 2003 – Tex McCrary, amerykański specjalista public-relations, dziennikarz (ur. 1910)
- 2004 – Iosif Jucho, białoruski historyk prawa (ur. 1921)
- 2005 – Zbigniew Milewski, polski konstruktor jachtów, inżynier budowy okrętów (ur. 1927)
- 2006:
  - Maciej Aksler, polski pilot doświadczalny (ur. 1947)
  - Guido Daccò, włoski kierowca wyścigowy (ur. 1942)
  - Pierre Vidal-Naquet, francuski historyk (ur. 1930)
- 2007:
  - Eugeniusz Ćwirlej, polski malarz (ur. 1925)
  - Art Davis, amerykański basista jazzowy (ur. 1934)
  - Michel Serrault, francuski aktor (ur. 1928)
- 2008:
  - Mate Parlov, chorwacki bokser (ur. 1948)
  - Eric Varley, brytyjski polityk (ur. 1932)
- 2009:
  - Dina Babbitt, czesko-amerykańska artystka pochodzenia żydowskiego (ur. 1923)
  - Zhuo Lin, chińska pierwsza dama (ur. 1916)
- 2010:
  - Edward Dymek, polski aktor dziecięcy (ur. 1957)
  - Robert C. Tucker, amerykański historyk, sowietolog (ur. 1918)
  - Zheng Ji, chiński biochemik, dietetyk, superstulatek (ur. 1900)
- 2011:
  - Claude Laydu, francuski aktor filmowy i teatralny (ur. 1927)
  - Richard Marsh, brytyjski polityk (ur. 1928)
  - Zbigniew Rojek, polski muzyk, kompozytor, artysta kabaretowy (ur. 1954)
- 2012:
  - Amos Degani, izraelski polityk (ur. 1926)
  - August Kowalczyk, polski aktor, reżyser, więzień obozu Auschwitz-Birkenau (ur. 1921)
  - Dariusz Kuc, polski operator filmowy (ur. 1956)
  - Chris Marker, francuski reżyser filmowy, pisarz (ur. 1921)
  - André Weckmann, francuski prozaik, poeta (ur. 1924)
- 2013:
  - Ludwig Averkamp, niemiecki duchowny katolicki, arcybiskup metropolita Hamburga (ur. 1927)
  - Christian Benítez, ekwadorski piłkarz (ur. 1986)
  - Tony Gaze, australijski kierowca wyścigowy (ur. 1920)
  - Jacek Korczakowski, polski poeta, autor tekstów piosenek (ur. 1939)
- 2014:
  - Sheik Humarr Khan, sierraleoński lekarz, wirusolog (ur. 1975)
  - Péter Kiss, węgierski polityk (ur. 1959)
  - Idris Muhammad, amerykański perkusista jazzowy (ur. 1939)
- 2015:
  - Witosław Czerwonka, polski malarz, rysownik, artysta interdyscyplinarny (ur. 1949)
  - Stefania Korżawska, polska polonistka, nauczycielka, poetka (ur. 1956)
  - Jan Kulczyk, polski przedsiębiorca (ur. 1950)
- 2016:
  - Roman Dwilewicz, polski matematyk (ur. 1949)
  - Franciszek Kobryńczuk, polski lekarz weterynarii (ur. 1929)
  - Patrick Lalor, irlandzki polityk (ur. 1926)
- 2017 – Piotr Wandycz, polski historyk (ur. 1923)
- 2018:
  - Gustaw Budzyński, polski akustyk, porucznik AK, członek WiN, uczestnik powstania warszawskiego, więzień polityczny (ur. 1921)
  - Oliver Dragojević, chorwacki piosenkarz (ur. 1947)
  - Vibeke Skofterud, norweska biegaczka narciarska (ur. 1980)
  - Tomasz Stańko, polski trębacz jazzowy (ur. 1942)
  - Nikolai Volkoff, chorwacki wrestler (ur. 1947)
  - Andrzej Włodarczyk, polski chirurg, urzędnik państwowy, polityk (ur. 1952)
  - Karin Wolff, niemiecka tłumaczka (ur. 1947)
- 2019:
  - Egil Danielsen, norweski lekkoatleta, oszczepnik (ur. 1933)
  - Mona-Liisa Nousiainen, fińska biegaczka narciarska (ur. 1983)
  - Czesław Stopka, polski aktor (ur. 1936)
- 2020:
  - Albin Chalandon, francuski polityk, minister robót publicznych i sprawiedliwości (ur. 1920)
  - Anatolij Fiediukin, rosyjski piłkarz ręczny (ur. 1952)
  - Wiesława Łanecka-Makaruk, polska pilotka szybowcowa i samolotowa, spadochroniarka, wykładowczyni akademicka (ur. 1933)
  - Ajip Rosidi, indonezyjski prozaik, poeta, tłumacz (ur. 1938)
- 2021:
  - Carl Levin, amerykański polityk, senator (ur. 1934)
  - Susan Reynolds, brytyjska historyk, mediewistka, wykładowczyni akademicka (ur. 1929)
  - Mazllum Saneja, albański poeta, eseista, tłumacz (ur. 1945)
  - Raymond Ken’ichi Tanaka, japoński duchowny katolicki, biskup Kioto (ur. 1927)
  - Albert Vanhoye, francuski duchowny katolicki, jezuita, teolog, sekretarz Papieskiej Komisji Biblijnej, kardynał (ur. 1923)
  - Zizinho, brazylijski piłkarz (ur. 1962)
- 2022:
  - Juris Hartmanis, łotewski informatyk teoretyk, wykładowca akademicki (ur. 1928)
  - Olga Kaczura, ukraińska prorosyjska separatystka (ur. 1970)
  - Janusz Podkul, polski choreograf (ur. 1946)
- 2023:
  - Mirosław Drozdowski, polski fizyk, wykładowca akademicki (ur. 1943)
  - Józef Kędzia, polski elektrotechnik, wykładowca akademicki (ur. 1940)
  - Ludwik Kostro, polski filozof, wykładowca akademicki (ur. 1934)
  - Vittorio Prodi, włoski fizyk, wykładowca akademicki, polityk, eurodeputowany (ur. 1937)
  - Clive Rowlands, walijski rugbysta, trener (ur. 1938)
  - Andrzej Zieniewicz, polski pisarz, literaturoznawca, wykładowca akademicki (ur. 1949)
- 2024:
  - Robert Fellowes, brytyjski arystokrata (ur. 1941)
  - Henryk Goik, polski prawnik, wykładowca akademicki (ur. 1941)
  - Teresa Kostyrko, polska filozof, wykładowczyni akademicka (ur. 1932)
  - Wanda Nowakowska, polska historyk sztuki, wykładowczyni akademicka (ur. 1929)
  - Józef Szmidt, polski lekkoatleta, trójskoczek (ur. 1935)
- 2025:
  - Paul Day, brytyjski wokalista, muzyk, członek zespołu Iron Maiden (ur. 1956)
  - Jerzy Hetman, polski inżynier rolnik, profesor nauk rolniczych, nauczyciel akademicki (ur. 1941)
  - Carmel Muscat, maltański kolarz szosowy (ur. 1961)